# Lapedona
Lapedona là một đô thị ở tỉnh Ascoli Piceno ở vùngMarche, cách khoảng 60 km về phía đông nam của Ancona và khoảng35 km northeast of Ascoli Piceno. Đến thời điểm ngày 31 tháng 12 năm 2004, đô thị này có dân số là 1.157 người và diện tích là 14,8 km².
Lapedona giáp các đô thị: Altidona, Campofilone, Fermo, Montefiore dell'Aso, Monterubbiano, Moresco.